# Coventry (Nowy Jork)
Coventry – miasteczko (town) w Stanach Zjednoczonych, w stanie Nowy Jork. W 2000 miejscowość liczyła 1 589 mieszkańców.

## Miasta partnerskie
- Coventry, Wielka Brytania